# Eerste generatie kernreactoren

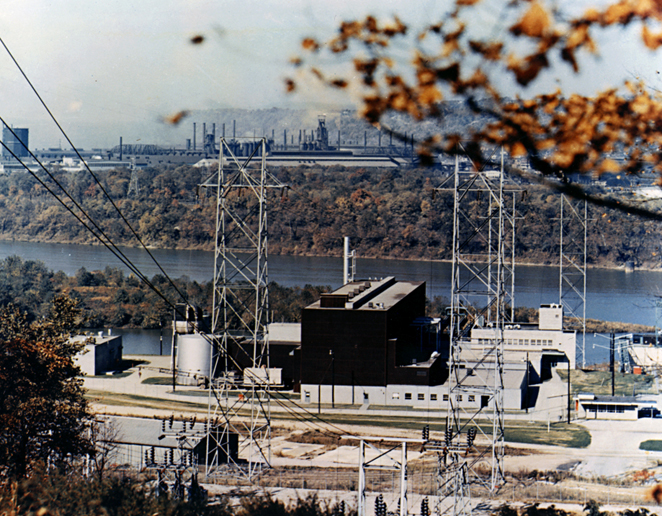
De reactor van Shippingport begon te werken in 1957

Eerste generatie kernreactoren is een verwijzing naar de eerste generatie commerciële kernreactoren om elektriciteit op te wekken uit de jaren 50 en ondertussen uit dienst, zoals Shippingport Atomic Power Station (bouw 1954, bedrijf 1958 uit dienst 1989), Magnox reactoren, waarvan de eerste te Calder Hall (bouw 1954, in bedrijf 1956, uit dienst 2003), UNGG-reactoren, waarvan de eerste te Marcoule (bouw 1955, in bedrijf 1956, uit dienst 1968), Enrico Fermi Nuclear Generating Station 1 (bouw 1956, in bedrijf 1963, uit dienst 1972) en Dresden Generating Station te Grundy County (Illinois) (bouw 1955, in bedrijf 1960, uit dienst 1978). De benaming is bedacht nadat het United States Department of Energy de benaming Vierde generatie kernreactoren invoerde om toekomstige projecten aan te duiden. Er bestonden eerdere kernreactoren, maar dat waren kernreactoren voor militaire doeleinden of voor onderzoek.